# 有機ハイドライド
有機ハイドライド（ゆうきハイドライド）とは、適切な触媒反応を介して水素を可逆的に放出する有機化合物、特にメチルシクロヘキサンやシクロヘキサン、デカリンなどの飽和縮合環炭化水素を指す。水素を液体状態で貯蔵する技術に利用される。
シクロヘキサンやデカリンは加熱した白金触媒により脱水素反応を起こしてベンゼンやナフタレンに化学変化する。また、逆の反応（水素化）も可能である。これらの可逆的な反応は、水素と有機分子との共有結合が解離/結合することで、水素分子が放出/貯蔵されたものと見なせる。そしてこの反応を応用した水素貯蔵システムを北海道大学触媒化学研究センターの市川勝らが開発した。水素を蓄えた有機ハイドライドは化学物質として安定な液体であり、貯蔵や輸送に適している。また、簡易な装置により、非常に大量の水素ガスを吸着し、高速でこれを放出できることから、有機ハイドライドを利用した燃料電池の検討などが行われている。なお、触媒反応にはある程度の熱源が必要となるが、産業技術総合研究所コンパクト化学システム研究センターの白井誠之らにより超臨界二酸化炭素を利用する低温での反応も研究されている。
カルバゾールおよび誘導体にも同様の性質が知られ、検討の対象となっている。